# Љубомир Љубојевић
Љубомир Љубојевић (Ужице, 2. новембар 1950) је српски шаховски велемајстор.

## Каријера
Стекао је титулу међународног мајстора 1970. године а титулу велемајстора 1971. године.
Љубојевић је био првак Југославије 1977. (заједно са Срђаном Марангунићем) и 1982. Освојио је Отворено првенство Канаде у шаху 1974. Почетком 1983. био је трећепласиран на светској ранг листи (Ело рејтинг), одмах иза Карпова и Каспарова, али никада није успео да дође до фазе турнира кандидата на Светском првенству.
За Југославију је наступио на дванаест шаховских олимпијада, девет пута као прва табла, са укупним резултатом од 63,5% (66 победа, 22 пораза и 75 ремија). Освојио је појединачну златну медаљу на трећој табли на олимпијади у Скопљу 1972 и три бронзане медаље (једна појединачна и две екипне).
Љубојевић је победио скоро све врхунске активне велемајсторе током своје играчке каријере, укључујући светске шампионе Гарија Каспарова, Анатолија Карпова, и Вишванатана Ананда.
Љубојевићеви запаженији резултати са шаховских турнира:
- Цирих (1970), победа
- Чачак (1970), деоба првог и другог места
- Палма де Маљорка (1971), победа
- Олот (1972), победа
- Ланзароте (1973), треће место
- Хилверсјум (1973), треће место
- Манила (1973), друго место
- Оренсе (1974), победа
- Монтреал (1974), победа
- Амстердам (1975), победа
- Вајк-ан-Зе (1976), победа
- Ужице (1978), победа
- Буенос Аирес (1979), деоба првог и другог места
- Сао Паоло (1979), деоба првог и другог места
- Мар-дел-Плата (1981), друго место
- Тилбург (1981), пето место
- Лондон (1982), од 4. до 7. места
- Бугојно (1982 и 1986), деоба другог и трећег места
- Торино (1982), деоба трећег и четвртог места
- Тилбург (1983), деоба другог и трећег места
- Тилбург (1985), четврто место
- Тилбург (1986), друго место
- Ређо Емилија (1985/1986), деоба првог до трећег места
- Вајк-ан-Зе (1986), деоба другог до четвртог места
- Амстердам (1986), победа
- Брисел (1987), деоба првог и другог места
- Билбао (1987), деоба трећег и четвртог места
- Београд (1987), победа

1985.године се са супругом и сином преселио у Линарес. Од тада живи у Шпанији али се и даље такмичио под заставом Југославије.